# GoldLink
GoldLink, de son vrai nom D'Anthony Carlos, né le 17 mai 1993 à Washington aux États-Unis, est un rappeur et parolier américain.

## Biographie

### Enfance
D'Anthony Carlos voit le jour le 17 mai 1993 à Washington, capitale des États-Unis. Son père est un employé dans un parc et sa mère est une secrétaire dans un cabinet d'avocats. Après la séparation de ses parents, Carlos déménage à Bowie avec sa mère et s'installe ensuite en Virginie. Il est diplômé de Hayfield Secondary School, à Alexandria.

### Carrière
GoldLink commence sa carrière sous son vrai nom, D'Anthony Carlos. La musique prend une place importante après l'obtention de son diplôme et il commence à enregistrer dans un studio nommé Indie Media Lab à Falls Church, en Virginie.
En juillet 2014, GoldLink publie sa première mixtape, intitulé The God Complex. Bien reçue par la critique, elle est classée dans plusieurs listes de meilleurs projets de l'année 2014.
L'année suivante, GoldLink commence à collaborer avec le célèbre producteur Rick Rubin. En juin 2015, il fait partie de la XXL Freshman Class qui regroupe les dix artistes hip-hop prometteurs de l'année. Au mois de novembre, GoldLink publie sa deuxième mixtape, And After That, We Didn't Talk qui est également bien accueillie par la presse.
En 2016, GoldLink signe au label RCA Records.
Le 24 mars 2017, GoldLink publie sa troisième mixtape, At What Cost,.
En mai 2019, GoldLink annonce la sortie de son premier album, Diaspora, pour le 12 juin 2019,. Il est porté par les singles Zulu Screams, Joke Ting et U Say.
Le 9 juin 2021, l'artiste expose sur son compte Instagram une image supposé de son prochain album avec un description annonçant son prochain album, Haram!. L'album sort le 18 juin 2021.

## Discographie

### Album studio
- 2019 : Diaspora
- 2021 : Haram!

### Mixtapes
- 2014 : The God Complex
- 2015 : And After That, We Didn't Talk
- 2017 : At What Cost